# ميخائيل باركر (موسيقي)
ميخائيل باركر (بالإنجليزية: Michael Barker)‏ هو موسيقي نيوزلندي، ولد في 1966 في روتوروا في نيوزيلندا.

## وصلات خارجية
- ميخائيل باركر على موقع ميوزك برينز (الإنجليزية)
- ميخائيل باركر على موقع أول ميوزيك (الإنجليزية)
- ميخائيل باركر على موقع ديسكوغز (الإنجليزية)